# Plasenzuela (kommunhuvudort)
Plasenzuela är en kommunhuvudort i Spanien.   Den ligger i provinsen Provincia de Cáceres och regionen Extremadura, i den centrala delen av landet, 230 km sydväst om huvudstaden Madrid. Plasenzuela ligger 427 meter över havet och antalet invånare är 543.
Terrängen runt Plasenzuela är platt. Runt Plasenzuela är det glesbefolkat, med 8 invånare per kvadratkilometer. Närmaste större samhälle är Trujillo, 16,5 km nordost om Plasenzuela. Trakten runt Plasenzuela består till största delen av jordbruksmark.